# Johann Georg von Hohenzollern

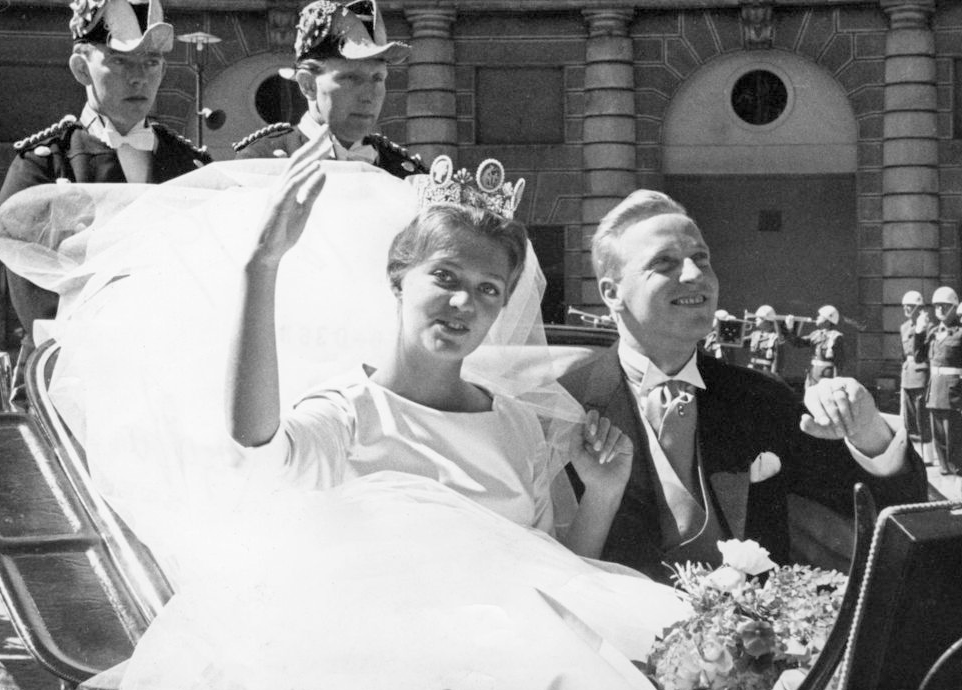
Johann Georg von Hohenzollern 1961 in der Hochzeitskutsche mit Birgitta von Schweden

Johann Georg Carl Leopold Eitel-Friedrich Meinrad Maria Hubertus Michael Prinz von Hohenzollern, genannt Hansi, (* 31. Juli 1932 in Sigmaringen; † 2. März 2016 in München) war ein deutscher Kunsthistoriker. Er war von 1991 bis 1998 Generaldirektor der Bayerischen Staatsgemäldesammlungen, zuvor Direktor des Bayerischen Nationalmuseums und danach Direktor der Kunsthalle der Hypo-Kulturstiftung in München.

## Herkunft
Johann Georg war ein Sohn von Friedrich von Hohenzollern und Margarete Carola Wilhelmine von Sachsen. Er hatte sechs Geschwister, darunter Friedrich Wilhelm, der bis zu seinem Tod im September 2010 Chef des Hauses Hohenzollern-Sigmaringen war, und Ferfried.

## Ausbildung und Beruf
Johann Georg besuchte mehr als zehn Schulen, bevor er sein Abitur machte. Nach einem abgebrochenen Medizinstudium studierte er zwischen 1955 und 1964 Kunstgeschichte und Klassische Archäologie in Paris, Freiburg im Breisgau und München. Er wurde 1964 in München mit einer Arbeit zu den Königsgalerien französischer Kathedralen zum Dr. phil. promoviert.
Seit 1966 arbeitete er bei den Bayerischen Staatsgemäldesammlungen. Zunächst war er Fachreferent für spanische und französische Malerei, später wurde er stellvertretender Generaldirektor. Seit 1986 war er Generaldirektor des Bayerischen Nationalmuseums. In seine Amtszeit fielen verschiedene große Ausstellungsprojekte sowie der Erwerb der Kunstsammlung von Fritz Thyssen.
1991 wechselte er als Generaldirektor zurück zu den Bayerischen Staatsgemäldesammlungen. Diese wollte er stärker nach außen hin öffnen, außerdem plädierte er für die Zusammenarbeit mit anderen Institutionen wie etwa der Kunsthalle der Hypo-Kulturstiftung. Während seiner Tätigkeit wurde das Haus der Kunst saniert und mit der Erneuerung der Alten Pinakothek begonnen. Unter seiner Leitung fand zudem der Neubau der Pinakothek der Moderne statt. 1998 trat er in den Ruhestand. Danach übernahm er bis 2006 die Leitung der Kunsthalle der Hypo-Kulturstiftung.
Ehrenamtlich war er Präsident der Konzertgesellschaft München e. V.

## Vorfahren
| Ahnentafel Johann Georg von Hohenzollern  | Ahnentafel Johann Georg von Hohenzollern                                                                    | Ahnentafel Johann Georg von Hohenzollern                                                                    | Ahnentafel Johann Georg von Hohenzollern                                                                                  | Ahnentafel Johann Georg von Hohenzollern                                                                    | Ahnentafel Johann Georg von Hohenzollern                                                                        | Ahnentafel Johann Georg von Hohenzollern                                                                        | Ahnentafel Johann Georg von Hohenzollern                                                                        | Ahnentafel Johann Georg von Hohenzollern                                                                        |
| ----------------------------------------- | --- | --- | --- | --- | --- | --- | --- | --- |
| Ururgroßeltern                            | Fürst Karl Anton von Hohenzollern (1811–1885) ⚭ 1834 Prinzessin Josephine von Baden (1813–1900)             | König Ferdinand II. von Portugal (1816–1885) ⚭ 1836 Königin Maria II. von Portugal (1819–1853)              | König Ferdinand II. von Neapel-Sizilien (1810–1859) ⚭ 1837 Erzherzogin Maria Theresia Isabella von Österreich (1816–1867) | Herzog Maximilian Joseph in Bayern (1808–1888) ⚭ 1828 Prinzessin Ludovika Wilhelmine von Bayern (1808–1892) | König Johann von Sachsen (1801–1873) ⚭ 1822 Prinzessin Amalie Auguste von Bayern (1801–1877)                    | König Ferdinand II. von Portugal (1816–1885) ⚭ 1836 Königin Maria II. von Portugal (1819–1853)                  | Großherzog Leopold II. von Toskana (1797–1870) ⚭ 1833 Prinzessin Maria Antonie von Neapel-Sizilien (1814–1898)  | Herzog Karl III. von Bourbon-Parma (1823–1854) ⚭ 1845 Prinzessin Luise von Frankreich (1819–1864)               |
| Urgroßeltern                              | Fürst Leopold von Hohenzollern (1835–1905) ⚭ 1861 Prinzessin Antonia Maria von Portugal (1845–1913)         | Fürst Leopold von Hohenzollern (1835–1905) ⚭ 1861 Prinzessin Antonia Maria von Portugal (1845–1913)         | Prinz Ludwig von Neapel-Sizilien (1838–1886) ⚭ 1861 Herzogin Mathilde in Bayern (1843–1925)                               | Prinz Ludwig von Neapel-Sizilien (1838–1886) ⚭ 1861 Herzogin Mathilde in Bayern (1843–1925)                 | König Georg von Sachsen (1832–1904) ⚭ 1859 Prinzessin Maria Anna von Portugal (1843–1884)                       | König Georg von Sachsen (1832–1904) ⚭ 1859 Prinzessin Maria Anna von Portugal (1843–1884)                       | Großherzog Ferdinand IV. von Toskana (1835–1908) ⚭ 1868 Prinzessin Alicia von Bourbon-Parma (1849–1935)         | Großherzog Ferdinand IV. von Toskana (1835–1908) ⚭ 1868 Prinzessin Alicia von Bourbon-Parma (1849–1935)         |
| Großeltern                                | Fürst Wilhelm von Hohenzollern (1864–1927) ⚭ 1889 Prinzessin Maria Theresia von Neapel-Sizilien (1867–1909) | Fürst Wilhelm von Hohenzollern (1864–1927) ⚭ 1889 Prinzessin Maria Theresia von Neapel-Sizilien (1867–1909) | Fürst Wilhelm von Hohenzollern (1864–1927) ⚭ 1889 Prinzessin Maria Theresia von Neapel-Sizilien (1867–1909)               | Fürst Wilhelm von Hohenzollern (1864–1927) ⚭ 1889 Prinzessin Maria Theresia von Neapel-Sizilien (1867–1909) | König Friedrich August III. von Sachsen (1865–1932) ⚭ 1892 Erzherzogin Luise von Österreich-Toskana (1870–1947) | König Friedrich August III. von Sachsen (1865–1932) ⚭ 1892 Erzherzogin Luise von Österreich-Toskana (1870–1947) | König Friedrich August III. von Sachsen (1865–1932) ⚭ 1892 Erzherzogin Luise von Österreich-Toskana (1870–1947) | König Friedrich August III. von Sachsen (1865–1932) ⚭ 1892 Erzherzogin Luise von Österreich-Toskana (1870–1947) |
| Eltern                                    | Friedrich von Hohenzollern (1891–1965) ⚭ 1920 Prinzessin Margarete von Sachsen (1900–1962)                  | Friedrich von Hohenzollern (1891–1965) ⚭ 1920 Prinzessin Margarete von Sachsen (1900–1962)                  | Friedrich von Hohenzollern (1891–1965) ⚭ 1920 Prinzessin Margarete von Sachsen (1900–1962)                                | Friedrich von Hohenzollern (1891–1965) ⚭ 1920 Prinzessin Margarete von Sachsen (1900–1962)                  | Friedrich von Hohenzollern (1891–1965) ⚭ 1920 Prinzessin Margarete von Sachsen (1900–1962)                      | Friedrich von Hohenzollern (1891–1965) ⚭ 1920 Prinzessin Margarete von Sachsen (1900–1962)                      | Friedrich von Hohenzollern (1891–1965) ⚭ 1920 Prinzessin Margarete von Sachsen (1900–1962)                      | Friedrich von Hohenzollern (1891–1965) ⚭ 1920 Prinzessin Margarete von Sachsen (1900–1962)                      |
| Johann Georg von Hohenzollern (1932–2016) | | | | | | | | |

## Familie
Am 25. Mai 1961 heiratete Johann Georg standesamtlich im Königspalast von Stockholm Prinzessin Birgitta von Schweden (1937–2024), die Tochter Gustav Adolfs, des Erbprinzen von Schweden, und der Prinzessin Sibylla von Sachsen-Coburg und Gotha, Herzogin von Sachsen. Sie ist die Schwester des späteren Königs Carl Gustaf. Die kirchliche Trauung fand am 30. Juli 1961 in der Stadtpfarrkirche St. Johann-Evangelist in Sigmaringen statt. 1990 trennte sich das Paar, blieb aber verheiratet. Die Prinzessin lebte bis zu ihrem Tod auf Mallorca.
Aus der Ehe gingen drei Kinder hervor:
- Carl Christian (* 1962) ⚭ 1999 Nicole Helene Neschitsch
- Désirée (* 1963) ⚭ 1. 1990 Heinrich Graf von Ortenburg; 2. 2004 Eckbert von Bohlen und Halbach
- Hubertus (* 1966) ⚭ 2000 Uta Maria König

## Ehrungen
- Königlicher Schwedischer Seraphinenorden (1961)
- Verdienstkreuz 1. Klasse des Verdienstordens der Bundesrepublik Deutschland (1988)
- Ordre des Arts et des Lettres (Offizier)
- Bayerischer Verdienstorden
- Konstantin-Orden von St. Georg (Justiz-Großkreuz; 1954)
- Erwin-Piscator-Ehrenpreis (2009)
- Ehren- und Großkreuz-Bailli des Souveränen Malteser-Ritterordens

## Werke
- Die Königsgalerie der französischen Kathedrale. Herkunft, Bedeutung, Nachfolge, Fink, München 1965 DNB 452076811 (Dissertation Universität München 11. Januar 1966, 136 Seiten, unter dem Titel: Die Königsgalerie an der Kathedrale Notre-Dame von Paris und ihre ikonographische Verbreitung DNB 481457763).
- Staatsgalerie Schleißheim. Verzeichnis der Gemälde, München 1980.
- Staatsgalerie Aschaffenburg, Schnell und Steiner, München / Zürich 1984, ISBN 3-7954-0849-0.
- Hrsg.: Die Wittelsbacher und ihre Malerfreunde. Eine Miniaturensammlung aus der Zeit der Romantik. München 1998.
- Hrsg.: Friedrich der Große – Sammler und Mäzen. München 1992, ISBN 3-7774-5910-0.
- Hrsg.: Manet bis van Gogh. Hugo von Tschudi und der Kampf um die Moderne. München 1997, ISBN 3-7913-1748-2.
- Hrsg.: Otto Müller, eine Retrospektive. München 2003, ISBN 3-7913-2857-3.
- Hrsg.: Eine neue Kunst? Eine andere Natur! Fotografie und Malerei im 19. Jahrhundert. Schirmer-Mosel, München 2004, ISBN 3-8296-0069-0.
- Hrsg.: Carl Larsson, ein schwedisches Märchen. Hirmer, München 2005, ISBN 3-7774-2765-9.